# Europa Transparant
Europa Transparant var ett politiskt parti i Nederländerna, grundat den 8 april 2004 av Paul van Buitenen och upplöst 2008. Partiet vann två mandat i Europaparlamentsvalet 2004 och dess Europaparlamentariker tillhörde Gruppen De gröna/Europeiska fria alliansen (De gröna/EFA). Partiets mål var att göra EU mer transparent och att slutligen kunna avveckla partiet när målet uppfyllts. Partiet tog bland annat ställning för ett mer öppet EU och anti-korruption.